# Shieldaig

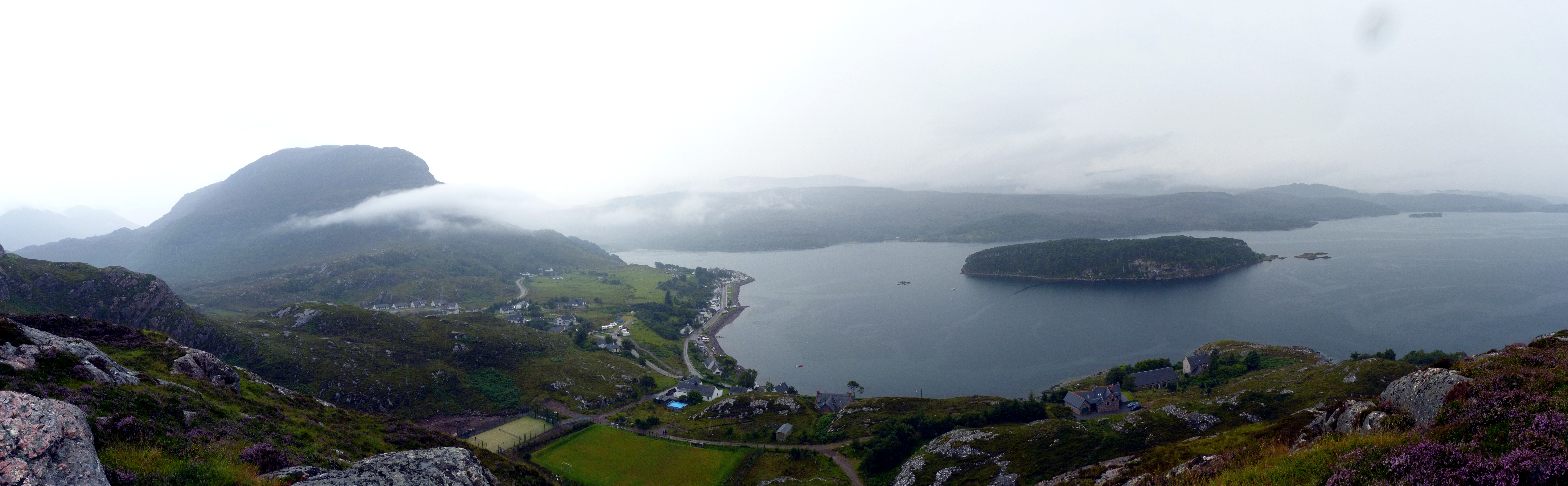
Shieldaig med Shieldaig Island

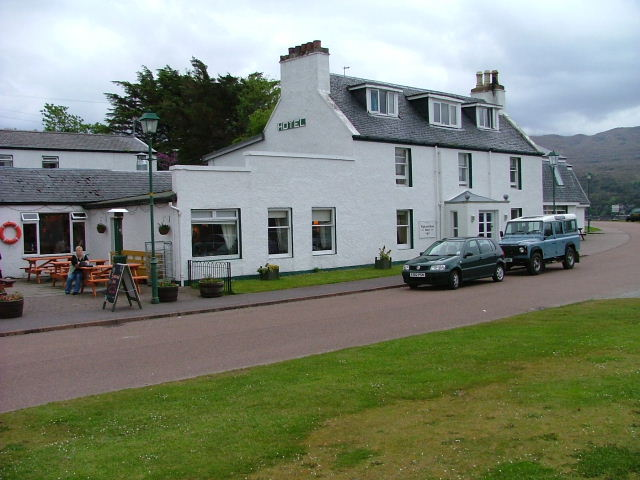
Eilean Hotel i Shieldaig

Shieldaig är en av två kustbyar med samma namn i kommunen Highland i området Wester Ross i Skottland. Orten hade 215 invånare 2011. Byn ligger vid den ena av de två närbelägna vikarna Loch Shieldaig. Utanför byn finns ön Shieldaig Island.
Shieldaig började byggas upp 1810 för att bilda ett fiskesamhälle och för att fostra sjömän, som kunde rekryteras till den Brittiska flottan under Napoleonkrigen. Namnet kommer från Sìldeag på skotsk gaeliska, som i sin tur kommer från fornnordiska síld och vik
Det årliga extremtriathlonloppet Celtman Xtreme Triathlon har sin 3,4 kilometer långa simetapp i Loch Shieldaig utanför Shieldaig, med målgång i byn. Vattentemperaturen ligger vid den aktuella tiden i juni på omkring  12 grader Celsius.
Söder om Shieldaig och Loch Shieldaig ligger dalgången Glen Shieldaig med insjön Loch Dùghaill (en av flera sjöar med namnet Shieldeag). Där har stiftelsen Woodland Trust skogsegendomen Gleann Shildeag.